# Cassandra, Pennsylvania
Cassandra är en kommun av typen borough i Cambria County i Pennsylvania. Vid 2010 års folkräkning hade Cassandra 147 invånare.